# Lecanicillium longisporum
Lecanicillium longisporum är en svampart som först beskrevs av Petch, och fick sitt nu gällande namn av Zare & W. Gams 2001. Lecanicillium longisporum ingår i släktet Lecanicillium och familjen Cordycipitaceae.   Inga underarter finns listade i Catalogue of Life.